# Furisode

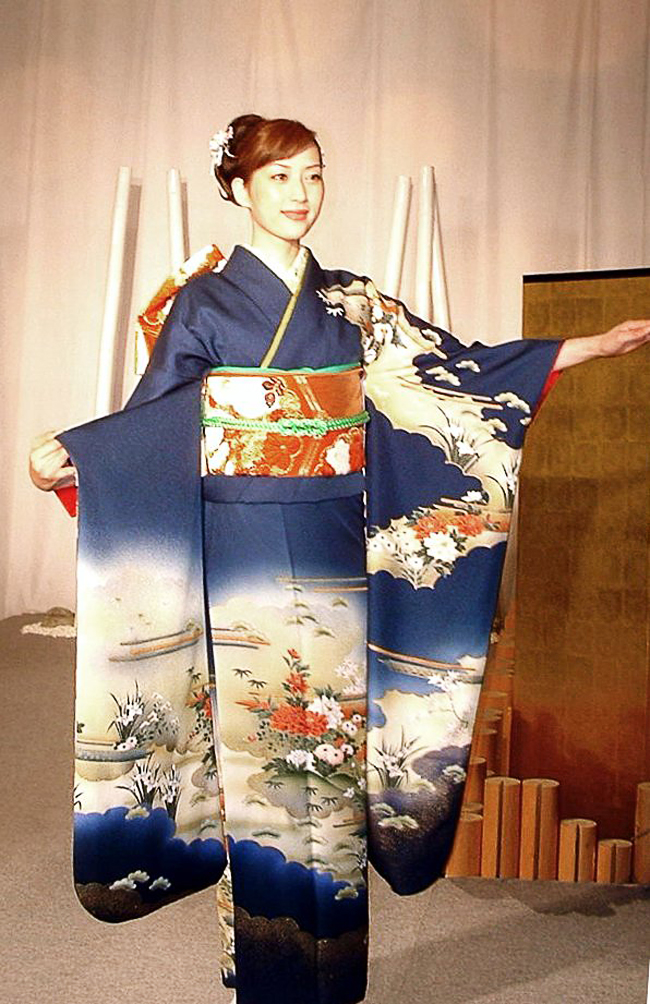
Un esempio di furisode

Il furisode (振袖?) è il tipo più formale di kimono (escludendo il jūnihitoe), fatto di seta molto pregiata e colorata. Letteralmente significa maniche svolazzanti (da furi, svolazzante e sode, maniche). I furisode sono infatti facilmente riconoscibili per le loro lunghe maniche che variano in media tra il metro e i centosette centimetri di lunghezza.

## Utilizzo
In Giappone viene indossato dalle donne non sposate. Di solito viene comprato o affittato dai genitori per farlo indossare alle figlie alla Seijin shiki - la cerimonia del passaggio all'età adulta - quando compiono venti anni.
Se una donna indossa un furisode, significa che è sia nubile che adulta e quindi disponibile al matrimonio. In questo senso il furisode può essere paragonato agli abiti da sera indossati in Occidente per i balli delle debuttanti. Viene poi indossato in occasioni formali e sociali come le cerimonie del tè o i matrimoni di parenti stretti.
I furisode possono essere molto costosi, tanto che molte donne li affittano invece di comprarli. Affittare un furisode costa in media circa 100.000–300.000 ¥ (circa da 600 a 1800 €), mentre comprare un furisode può costare oltre 1.000.000 ¥ (circa 6.200 €).